# 虛川郡
虛川郡（：／ Hŏchŏn gun */?）是朝鮮民主主義人民共和國咸鏡南道東部一個郡，北鄰兩江道。北為赴戰嶺山脈，端川南大川經過。面積1,613.88平方公里，2008年人口104,731人。下分1邑、5勞動者區、17里。境内有满德、上农矿山，出产铁矿及铜矿，还有出产铅锌矿的川南矿山:25-26。
1952年設郡。